# Citlaxonecuilli
Dans la mythologie aztèque, Citlaxonecuilli, Citlalxonecuilli, Xonecuilli, est la personnification de la Grande Ourse.